# SA-205
La SA-205 es una carretera de titularidad autonómica de la Junta de Castilla y León (España) que discurre por la provincia de Salamanca entre las localidades de Vecinos y Santibáñez de la Sierra en la provincia de Salamanca.
Además de por las dos localidades antes mencionadas también pasa por Cortos de la Sierra, Linares de Riofrío, San Miguel de Valero, y San Esteban de la Sierra.
Pertenece a la Red Complementaria Preferente de la Junta de Castilla y León.
Esta carretera se corresponde con el segundo tramo de los cinco en los que fue dividida la antigua C-512.

## Recorrido
La carretera SA-205 tiene su origen en la intersección con la carretera CL-512 en el casco urbano de Vecinos y termina en el término municipal de Santibáñez de la Sierra en la intersección con la carretera SA-220 formando parte de la Red de carreteras de Salamanca.
| Vecinos (Intersección con /) - Santibáñez de la Sierra (Intersección con ) | Vecinos (Intersección con /) - Santibáñez de la Sierra (Intersección con ) | Vecinos (Intersección con /) - Santibáñez de la Sierra (Intersección con ) | Vecinos (Intersección con /) - Santibáñez de la Sierra (Intersección con ) | Vecinos (Intersección con /) - Santibáñez de la Sierra (Intersección con ) | Vecinos (Intersección con /) - Santibáñez de la Sierra (Intersección con ) | Vecinos (Intersección con /) - Santibáñez de la Sierra (Intersección con ) | Vecinos (Intersección con /) - Santibáñez de la Sierra (Intersección con ) | Vecinos (Intersección con /) - Santibáñez de la Sierra (Intersección con ) | Vecinos (Intersección con /) - Santibáñez de la Sierra (Intersección con ) | Vecinos (Intersección con /) - Santibáñez de la Sierra (Intersección con ) |
| Esquema                                                                    | PK                                                                         | Sentido Santibáñez de la Sierra                                            | Sentido Santibáñez de la Sierra                                            | Sentido Santibáñez de la Sierra                                            | Sentido Santibáñez de la Sierra                                            | Sentido Vecinos                                                            | Sentido Vecinos                                                            | Sentido Vecinos                                                            | Sentido Vecinos                                                            | Incidencias                                                                |
| Esquema                                                                    | PK                                                                         | Velocidad                                                                  | Elemento                                                                   | Salida                                                                     | Salida                                                                     | Salida                                                                     | Salida                                                                     | Elemento                                                                   | Velocidad                                                                  | Incidencias                                                                |
| Esquema                                                                    | PK                                                                         | Velocidad                                                                  | Elemento                                                                   | Dir.                                                                       | Nombre                                                                     | Nombre                                                                     | Dir.                                                                       | Elemento                                                                   | Velocidad                                                                  | Incidencias                                                                |
| -------------------------------------------------------------------------- | -------------------------------------------------------------------------- | -------------------------------------------------------------------------- | -------------------------------------------------------------------------- | -------------------------------------------------------------------------- | -------------------------------------------------------------------------- | -------------------------------------------------------------------------- | -------------------------------------------------------------------------- | -------------------------------------------------------------------------- | -------------------------------------------------------------------------- | -------------------------------------------------------------------------- |
|                                                                            | 0,0                                                                        |                                                                            |                                                                            | Endrinal Las Veguillas                                                     | Endrinal Las Veguillas                                                     | Endrinal Las Veguillas                                                     |                                                                            |                                                                            |                                                                            |                                                                            |
| Salamanca Aldeatejada                                                      | 0,0                                                                        |                                                                            |                                                                            |                                                                            |                                                                            |                                                                            |                                                                            |                                                                            |                                                                            |                                                                            |
| Matilla de los Caños Robliza de Cojos                                      | 0,0                                                                        |                                                                            |                                                                            |                                                                            |                                                                            |                                                                            |                                                                            |                                                                            |                                                                            |                                                                            |
|                                                                            | 0,1                                                                        |                                                                            |                                                                            | VECINOS                                                                    | VECINOS                                                                    | VECINOS                                                                    | VECINOS                                                                    |                                                                            |                                                                            |                                                                            |
|                                                                            | 0,8                                                                        |                                                                            |                                                                            | Tamames                                                                    | Tamames                                                                    | Tamames                                                                    | Tamames                                                                    |                                                                            |                                                                            |                                                                            |
|                                                                            | 5,0                                                                        |                                                                            |                                                                            | CORTOS DE LA SIERRA                                                        | CORTOS DE LA SIERRA                                                        | CORTOS DE LA SIERRA                                                        | CORTOS DE LA SIERRA                                                        |                                                                            |                                                                            |                                                                            |
|                                                                            | 5,2                                                                        |                                                                            |                                                                            | CORTOS DE LA SIERRA                                                        | CORTOS DE LA SIERRA                                                        | CORTOS DE LA SIERRA                                                        | CORTOS DE LA SIERRA                                                        |                                                                            |                                                                            |                                                                            |
|                                                                            | 8,2                                                                        |                                                                            |                                                                            | Narros de Matalayegua Herreros                                             | Narros de Matalayegua Herreros                                             | Narros de Matalayegua Herreros                                             | Narros de Matalayegua Herreros                                             |                                                                            |                                                                            |                                                                            |
|                                                                            | 10,6                                                                       |                                                                            |                                                                            | CM-BE-13 Sanchogómez                                                       | CM-BE-13 Sanchogómez                                                       | CM-BE-13 Sanchogómez                                                       | CM-BE-13 Sanchogómez                                                       |                                                                            |                                                                            |                                                                            |
|                                                                            | 12,5                                                                       |                                                                            |                                                                            | CM-548 Sanchogómez                                                         | CM-548 Sanchogómez                                                         | CM-548 Sanchogómez                                                         | CM-548 Sanchogómez                                                         |                                                                            |                                                                            |                                                                            |
|                                                                            | 15,7                                                                       |                                                                            |                                                                            |                                                                            | CM-520 Hondura Escurial de la Sierra                                       | CM-520 Hondura Escurial de la Sierra                                       |                                                                            |                                                                            |                                                                            |                                                                            |
|                                                                            | 15,7                                                                       | CM-BE-11 Herguijuela del Campo                                             |                                                                            |                                                                            |                                                                            |                                                                            |                                                                            |                                                                            |                                                                            |                                                                            |
|                                                                            | 19,5                                                                       |                                                                            |                                                                            | Santo Domingo de Herguijuela Herguijuela del Campo                         | Santo Domingo de Herguijuela Herguijuela del Campo                         | Santo Domingo de Herguijuela Herguijuela del Campo                         | Santo Domingo de Herguijuela Herguijuela del Campo                         |                                                                            |                                                                            |                                                                            |
|                                                                            | 20,4                                                                       |                                                                            |                                                                            |                                                                            | Polígono industrial                                                        | Polígono industrial                                                        |                                                                            |                                                                            |                                                                            |                                                                            |
|                                                                            | 22,0                                                                       |                                                                            |                                                                            | LINARES DE RIOFRÍO                                                         | LINARES DE RIOFRÍO                                                         | LINARES DE RIOFRÍO                                                         | LINARES DE RIOFRÍO                                                         |                                                                            |                                                                            |                                                                            |
|                                                                            | 22,3                                                                       |                                                                            |                                                                            | Escurial de la Sierra Tamames                                              | Escurial de la Sierra Tamames                                              | Escurial de la Sierra Tamames                                              | Escurial de la Sierra Tamames                                              |                                                                            |                                                                            |                                                                            |
|                                                                            | 22,4                                                                       |                                                                            |                                                                            | Guijuelo                                                                   | Guijuelo                                                                   | Guijuelo                                                                   | Guijuelo                                                                   |                                                                            |                                                                            |                                                                            |
|                                                                            | 22,9                                                                       |                                                                            |                                                                            |                                                                            |                                                                            |                                                                            |                                                                            |                                                                            |                                                                            |                                                                            |
|                                                                            | 23,2                                                                       |                                                                            |                                                                            | LINARES DE RIOFRÍO                                                         | LINARES DE RIOFRÍO                                                         | LINARES DE RIOFRÍO                                                         | LINARES DE RIOFRÍO                                                         |                                                                            |                                                                            |                                                                            |
|                                                                            | 26,8                                                                       |                                                                            |                                                                            | Monleón                                                                    | Monleón                                                                    | Monleón                                                                    | Monleón                                                                    |                                                                            |                                                                            |                                                                            |
|                                                                            | 27,3                                                                       |                                                                            |                                                                            | SAN MIGUEL DE VALERO                                                       | SAN MIGUEL DE VALERO                                                       | SAN MIGUEL DE VALERO                                                       | SAN MIGUEL DE VALERO                                                       |                                                                            |                                                                            |                                                                            |
|                                                                            | 27,6                                                                       |                                                                            |                                                                            | El Tornadizo                                                               | El Tornadizo                                                               | El Tornadizo                                                               | El Tornadizo                                                               |                                                                            |                                                                            |                                                                            |
|                                                                            | 27,8                                                                       |                                                                            |                                                                            | SAN MIGUEL DE VALERO                                                       | SAN MIGUEL DE VALERO                                                       | SAN MIGUEL DE VALERO                                                       | SAN MIGUEL DE VALERO                                                       |                                                                            |                                                                            |                                                                            |
|                                                                            | 28,1                                                                       |                                                                            |                                                                            | Valero                                                                     | Valero                                                                     | Valero                                                                     | Valero                                                                     |                                                                            |                                                                            |                                                                            |
|                                                                            | 28,3                                                                       |                                                                            | 6 km                                                                       | Puerto de Montaña                                                          | Puerto de Montaña                                                          | Puerto de Montaña                                                          | Puerto de Montaña                                                          | 6 km                                                                       |                                                                            |                                                                            |
| 34,3                                                                       |                                                                            |                                                                            | 6 km                                                                       | Puerto de Montaña                                                          | Puerto de Montaña                                                          | Puerto de Montaña                                                          | Puerto de Montaña                                                          | 6 km                                                                       |                                                                            |                                                                            |
|                                                                            | 34,4                                                                       |                                                                            |                                                                            | SAN ESTEBAN DE LA SIERRA                                                   | SAN ESTEBAN DE LA SIERRA                                                   | SAN ESTEBAN DE LA SIERRA                                                   | SAN ESTEBAN DE LA SIERRA                                                   |                                                                            |                                                                            |                                                                            |
|                                                                            | 34,5                                                                       |                                                                            |                                                                            | Los Santos Guijuelo                                                        | Los Santos Guijuelo                                                        | Los Santos Guijuelo                                                        | Los Santos Guijuelo                                                        |                                                                            |                                                                            |                                                                            |
|                                                                            | 35,0                                                                       |                                                                            |                                                                            | SAN ESTEBAN DE LA SIERRA                                                   | SAN ESTEBAN DE LA SIERRA                                                   | SAN ESTEBAN DE LA SIERRA                                                   | SAN ESTEBAN DE LA SIERRA                                                   |                                                                            |                                                                            |                                                                            |
|                                                                            | 35,1                                                                       |                                                                            | 2 km                                                                       | Puerto de Montaña                                                          | Puerto de Montaña                                                          | Puerto de Montaña                                                          | Puerto de Montaña                                                          | 2 km                                                                       |                                                                            |                                                                            |
| 37,1                                                                       |                                                                            |                                                                            | 2 km                                                                       | Puerto de Montaña                                                          | Puerto de Montaña                                                          | Puerto de Montaña                                                          | Puerto de Montaña                                                          | 2 km                                                                       |                                                                            |                                                                            |
|                                                                            | 36,3                                                                       |                                                                            |                                                                            |                                                                            | Santibáñez de la Sierra                                                    | Santibáñez de la Sierra                                                    |                                                                            |                                                                            |                                                                            |                                                                            |
|                                                                            | 37,520                                                                     |                                                                            |                                                                            |                                                                            | Garcibuey Ciudad Rodrigo                                                   | Garcibuey Ciudad Rodrigo                                                   | Garcibuey Ciudad Rodrigo                                                   |                                                                            |                                                                            |                                                                            |
|                                                                            | 37,520                                                                     | Cristóbal Béjar                                                            |                                                                            |                                                                            |                                                                            |                                                                            |                                                                            |                                                                            |                                                                            |                                                                            |
|                                                                            | 37,520                                                                     | Santibáñez de la Sierra Vecinos                                            |                                                                            |                                                                            |                                                                            |                                                                            |                                                                            |                                                                            |                                                                            |                                                                            |